# Cleora thyris
Cleora thyris là một loài bướm đêm trong họ Geometridae.